# Cyrnus fennicus
Cyrnus fennicus là một loài Trichoptera trong họ Polycentropodidae. Chúng phân bố ở miền Cổ bắc.